# Arnoldo d'Angoulême
Arnoldo Tagliaferro detto Manzer, conte d'Angoulême (... – 4 marzo 990 circa) fu conte d'Angoulême dall'975 al 988.

## Origine
Sia secondo il monaco e storico, Ademaro di Chabannes, che secondo la Historia Pontificum et Comitum Engolismensis, Arnoldo era il figlio illegittito del conte d'Angouleme, Guglielmo II detto Tagliaferro e di una sua amante di cui non conosciamo né il nome né gli ascendenti.
Secondo il monaco e storico, Ademaro di Chabannes, Guglielmo II detto Tagliaferro era l'unico figlio del conte d'Angouleme, Audoino o Aldoino I, e della moglie, di cui non conosciamo né il nome né gli ascendenti.

## Biografia
Suo padre, Guglielmo II detto Tagliaferro, verso il 942, secondo il documento n° 222 del Le cartulaire de Saint-Cybard, fece la donazione di una proprietà all'Abbazia di San Cybard, e poco dopo, Guglielmo II riconobbe la donazione nel suo testamento che fu convalidato anche dai figli, Arnoldo e Ademaro (Arnaldus filius Willelmi, Adhemarus filius Willelmi) e dal cugino, Bernardo, conte di Périgord (Bernardus comes).
Suo padre, Guglielmo II detto Tagliaferro combatté i Normanni (secondo il A Short Course of History by Havilland Le Mesurier Chepmell il nome Tagliaferro gli fu dato in seguito all'aver ucciso in battaglia un re dei Normanni, con un fendente che gli trapassò la maglia di ferro) e combattendo i Normanni, sempre secondo Ademaro di Chabannes, Guglielmo morì, verso il 945 e fu tumulato nell'Abbazia di San Cybard.
Ancora secondo Ademaro di Chabannes, gli succedette il cugino, Bernardo, conte di Périgord, molto probabilmente assieme al figlio primogenito di Guglielmo, Ademaro, che però Ademaro di Chabannes non cita tra i successori del padre.
Bernardo, secondo la Historia Pontificum et Comitum Engolismensis, collaborava con Guglielmo II detto Tagliaferro, già da prima della sua morte.
A Bernardo, poi succedettero quattro dei suoi figli:Arnaldo Barnaba, Guglielmo III, Ranulfo e Riccardo Insipiens.
Ranolfo, secondo gli Annales Engolismenses, morì il 27 luglio 975 (975. Ramnulfus comes Egolismensis gladio interfectus est 6. kal. Aug.); sia Ademaro di Chabannes che la Historia Pontificum et Comitum Engolismensis riportano la morte Ranolfo, avvenuta combattendo contro Arnoldo Manzer, figlio illegittimo di Guglielmo II Tagliaferro.
Ancora secondo Ademaro di Chabannes, a Ranolfo succedette il fratello Riccardo detto l'Insipiente, sia in Angoulême, che in Périgord; ma dalla contea d'Angouleme fu scacciato poco tempo dopo da Arnoldo Manzer, che gli succedette come conte d'Angouleme, come successore di Guglielmo II Tagliaferro.
Sia Ademaro di Chabannes che la Historia Pontificum et Comitum Engolismensis riportano che , nel 988, Arnoldo si ritirò a vita monastica, prese il nome di Francone, poi entrò, come monaco, nell'Abbazia di San Cybard, dove morì ed il 4 marzo fu tumulato accanto a suo padre.A Arnoldo succedette il figlio, Guglielmo, come Guglielmo IV.

## Discendenza
Arnoldo aveva sposato, in prime nozze, Raingarda, di cui non conosciamo gli ascendenti e dalla quale ebbe un figlio:
- Guglielmo, conte d'Angouleme[10][12].

Arnoldo aveva poi sposato, in seconde nozze, Aldearda, figlia del visconte di Aulnay, Cadelone e della moglie, Senegonda; Aldearda era vedova del Visconte di Thouars, Alberto I.
Arnoldo da Aldearda non ebbe figli.

## Ascendenza
|                          |   |                   | Genitori             |  |  | Nonni |  |  | Bisnonni              |  |  | Trisnonni            |  |
|                          |   |                   |                      |  |  |       |  |  | Vulgrin I d'Angoulême |  |  | Vulfardo di Flavigny |  |
|                          |   |                   |                      |  |  |       |  |  | Vulgrin I d'Angoulême |  |  | Vulfardo di Flavigny |  |
|                          |   | Susanna di Tolosa |                      |  |  |       |  |  | Vulgrin I d'Angoulême |  |  |                      |  |
| Audoin I d'Angoulême     |   |                   |                      |  |  |       |  |  | Vulgrin I d'Angoulême |  |  |                      |  |
|                          |   | Regelinda         | Bernardo I di Tolosa |  |  |       |  |  |                       |  |  |                      |  |
|                          |   | Regelinda         | Bernardo I di Tolosa |  |  |       |  |  |                       |  |  |                      |  |
|                          |   | Regelinda         | Dhuoda               |  |  |       |  |  |                       |  |  |                      |  |
| Guglielmo II d'Angoulême |   | Regelinda         |                      |  |  |       |  |  |                       |  |  |                      |  |
|                          |   | …                 | …                    |  |  |       |  |  |                       |  |  |                      |  |
|                          |   | …                 | …                    |  |  |       |  |  |                       |  |  |                      |  |
|                          |   | …                 | …                    |  |  |       |  |  |                       |  |  |                      |  |
| …                        |   | …                 |                      |  |  |       |  |  |                       |  |  |                      |  |
|                          |   | …                 | …                    |  |  |       |  |  |                       |  |  |                      |  |
|                          |   | …                 | …                    |  |  |       |  |  |                       |  |  |                      |  |
|                          |   | …                 | …                    |  |  |       |  |  |                       |  |  |                      |  |
| Arnoldo d'Angoulême      |   | …                 |                      |  |  |       |  |  |                       |  |  |                      |  |
|                          | … | …                 |                      |  |  |       |  |  |                       |  |  |                      |  |
|                          | … | …                 |                      |  |  |       |  |  |                       |  |  |                      |  |
|                          | … | …                 |                      |  |  |       |  |  |                       |  |  |                      |  |
| …                        | … |                   |                      |  |  |       |  |  |                       |  |  |                      |  |
|                          |   | …                 | …                    |  |  |       |  |  |                       |  |  |                      |  |
|                          |   | …                 | …                    |  |  |       |  |  |                       |  |  |                      |  |
|                          |   | …                 | …                    |  |  |       |  |  |                       |  |  |                      |  |
| …                        |   | …                 |                      |  |  |       |  |  |                       |  |  |                      |  |
|                          |   | …                 | …                    |  |  |       |  |  |                       |  |  |                      |  |
|                          |   | …                 | …                    |  |  |       |  |  |                       |  |  |                      |  |
|                          |   | …                 | …                    |  |  |       |  |  |                       |  |  |                      |  |
| …                        |   | …                 |                      |  |  |       |  |  |                       |  |  |                      |  |
|                          |   | …                 | …                    |  |  |       |  |  |                       |  |  |                      |  |
|                          |   | …                 | …                    |  |  |       |  |  |                       |  |  |                      |  |
|                          |   | …                 | …                    |  |  |       |  |  |                       |  |  |                      |  |
|                          |   | …                 |                      |  |  |       |  |  |                       |  |  |                      |  |

### Fonti primarie
- (LA)  Monumenta Germaniae Historica, tomus IV.
- (LA)  Ademarus Engolismensis, Historiarum Libri Tres.
- (LA)  Le cartulaire de Saint-Cybard.
- (LA)  Historia Pontificum et Comitum Engolismensis.
- (LA)  Chartes et documents pour servir à l'histoire de l'abbaye de Saint-Maixent Vol. I.

### Letteratura storiografica
- (EN)  A Short Course of History by Havilland Le Mesurier Chepmell
- Louis Halphen, Francia: gli ultimi Carolingi e l'ascesa di Ugo Capeto (888-987), in «Storia del mondo medievale», vol. II, 1979, pp. 636–661